# Valerie Landsburg
Valerie Landsburg (* 12. August 1958 in New York City) ist eine US-amerikanische Schauspielerin, Regisseurin und Sängerin.

## Leben
Valerie Landsburg ist die Tochter des Filmproduzenten Alan Landsburg. Ab 1982 spielte sie die Schauspielschülerin Doris Schwartz in der Serie Fame – Der Weg zum Ruhm. 1982 bis 1983 war sie Mitglied beim Musikprojekt The Kids from Fame und hatte mit Hi Fidelity eine eigene Solo-Single. Insgesamt wirkte sie in über 30 TV-Produktionen mit.
Bereits bei der Serie Fame hatte sie die Regie bei einer Folge inne. Ab Ende der 1990er Jahre wurde sie aktiver und hatte die Regie bei zwei kleineren Spielfilmen und Folgen der Serien Night Affairs und The Best Sex Ever.

## Filmografie (Auswahl)

### Als Schauspielerin
- 1978: Gottseidank, es ist Freitag (Thank God Its Friday)
- 1982–1987: Fame – Der Weg zum Ruhm (Fame, Fernsehserie, 84 Folgen)
- 1986: All is Forgiven (Fernsehserie, 9 Folgen)
- 1986–1987: Du schon wieder (You Again?, Fernsehserie, 8 Folgen)
- 1987: California Bulls (Fernsehserie, 5 Folgen)
- 1987–1988: Hotel (Fernsehserie, 17 Folgen)
- 1992–1995: Dream On (Fernsehserie, 7 Folgen)
- 2001: Rock Star

### Als Regisseurin
- 1985: Fame – Der Weg zum Ruhm (Fame, Fernsehserie, eine Folge)
- 1997: Drawn to the Flame
- 1997: Borrowed Life Stolen Love
- 1996–1999: Night Affairs (Fernsehserie, 8 Folgen)
- 2002: The Best Sex Ever (Fernsehserie, 7 Folgen)
- 2018: Love & Debt